# Tour du Limousin 2008
Il Tour du Limousin 2008, quarantunesima edizione della corsa (trentaquattresima dall'era professionistica), si svolse dal 19 al 22 agosto 2008 su un percorso di 713 km ripartiti in 4 tappe, con partenza e arrivo a Limoges. Fu vinto dal francese Sébastien Hinault della Crédit Agricole davanti all'australiano Allan Davis e al giapponese Yukiya Arashiro.

## Tappe
| Tappa  | Data      | Percorso                    | km    | Vincitore di tappa | Leader cl. generale |
| ------ | --------- | --------------------------- | ----- | ------------------ | ------------------- |
| 1ª     | 19 agosto | Limoges > Guéret            | 166   | Nicolas Roche      | Nicolas Roche       |
| 2ª     | 20 agosto | Bellac > Bellac             | 183   | Yukiya Arashiro    | Nicolas Roche       |
| 3ª     | 21 agosto | Brive-la-Gaillarde > Cublac | 183,6 | Sébastien Hinault  | Sébastien Hinault   |
| 4ª     | 22 agosto | Chamboret > Limoges         | 180,2 | Benoît Vaugrenard  | Sébastien Hinault   |
| Totale | Totale    | Totale                      | 713   |                    |                     |

## Dettagli delle tappe

### 1ª tappa
- 19 agosto: Limoges > Guéret – 166 km

| Pos. | Corridore         | Squadra         | Tempo    |
| ---- | ----------------- | --------------- | -------- |
| 1    | Nicolas Roche     | Crédit Agricole | 4h04'02" |
| 2    | Steve Chainel     | Auber '93       | a 3"     |
| 3    | Sébastien Hinault | Crédit Agricole | s.t.     |

| Pos. | Corridore         | Squadra         | Tempo    |
| ---- | ----------------- | --------------- | -------- |
| 1    | Nicolas Roche     | Crédit Agricole | 4h03'48" |
| 2    | Steve Chainel     | Auber '93       | a 11"    |
| 3    | Geoffroy Lequatre | Agritubel       | s.t.     |

### 2ª tappa
- 20 agosto: Bellac > Bellac – 183 km

| Pos. | Corridore       | Squadra         | Tempo    |
| ---- | --------------- | --------------- | -------- |
| 1    | Yukiya Arashiro | Meitan Hompo    | 4h23'47" |
| 2    | Nicolas Roche   | Crédit Agricole | s.t.     |
| 3    | Allan Davis     | Mitsubishi      | s.t.     |

| Pos. | Corridore       | Squadra         | Tempo    |
| ---- | --------------- | --------------- | -------- |
| 1    | Nicolas Roche   | Crédit Agricole | 8h27'29" |
| 2    | Yukiya Arashiro | Meitan Hompo    | a 13"    |
| 3    | Steve Chainel   | Auber '93       | a 17"    |

### 3ª tappa
- 21 agosto: Brive-la-Gaillarde > Cublac – 183,6 km

| Pos. | Corridore         | Squadra         | Tempo    |
| ---- | ----------------- | --------------- | -------- |
| 1    | Sébastien Hinault | Crédit Agricole | 4h33'59" |
| 2    | Francis Mourey    | FDJ             | s.t.     |
| 3    | Allan Davis       | Mitsubishi      | s.t.     |

| Pos. | Corridore         | Squadra         | Tempo     |
| ---- | ----------------- | --------------- | --------- |
| 1    | Sébastien Hinault | Crédit Agricole | 13h01'40" |
| 2    | Allan Davis       | Mitsubishi      | a 1"      |
| 3    | Yukiya Arashiro   | Meitan Hompo    | s.t.      |

### 4ª tappa
- 22 agosto: Chamboret > Limoges – 180,2 km

| Pos. | Corridore         | Squadra  | Tempo    |
| ---- | ----------------- | -------- | -------- |
| 1    | Benoît Vaugrenard | FDJ      | 4h26'33" |
| 2    | Pierrick Fédrigo  | Bouygues | a 2"     |
| 3    | Jérôme Pineau     | Bouygues | s.t.     |

| Pos. | Corridore         | Squadra         | Tempo     |
| ---- | ----------------- | --------------- | --------- |
| 1    | Sébastien Hinault | Crédit Agricole | 17h28'15" |
| 2    | Allan Davis       | Mitsubishi      | a 1"      |
| 3    | Yukiya Arashiro   | Meitan Hompo    | s.t.      |

## Classifiche finali

### Classifica generale
| Pos. | Corridore          | Squadra            | Tempo     |
| ---- | ------------------ | ------------------ | --------- |
| 1    | Sébastien Hinault  | Crédit Agricole    | 17h28'15" |
| 2    | Allan Davis        | Mitsubishi-Jartazi | a 1"      |
| 3    | Yukiya Arashiro    | Meitan Hompo-GDR   | s.t.      |
| 4    | José Joaquín Rojas | Caisse d'Epargne   | a 2"      |
| 5    | Pierrick Fédrigo   | Bouygues Télécom   | a 5"      |
| 6    | Geoffroy Lequatre  | Agritubel          | s.t.      |
| 7    | Francis Mourey     | FDJ                | s.t.      |
| 8    | Jérôme Pineau      | Bouygues Télécom   | a 7"      |
| 9    | Jérémie Galland    | Auber '93          | a 8"      |
| 10   | David Lopez Garcia | Caisse d'Epargne   | s.t.      |